# Relevo da Argentina

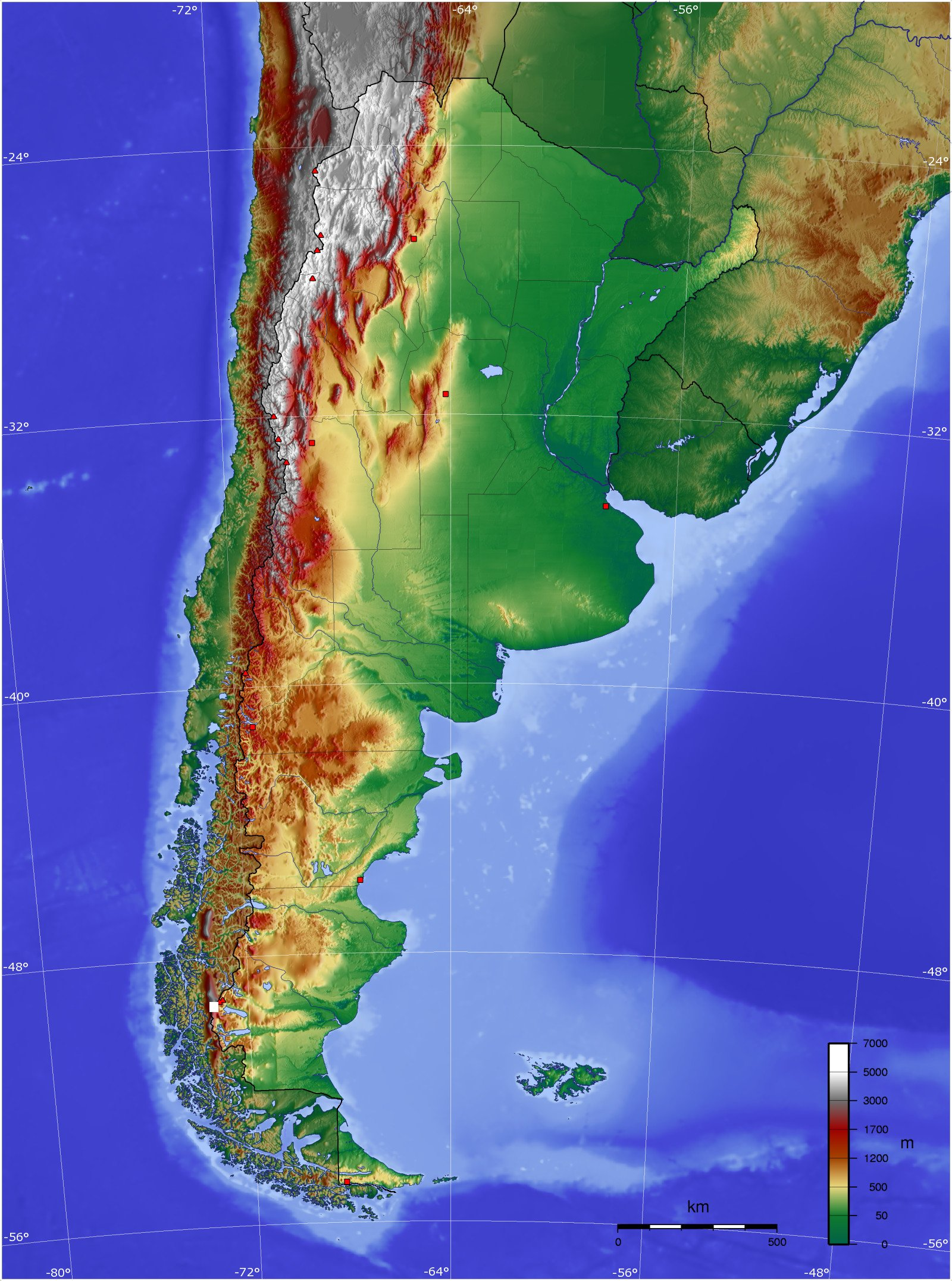
Mapa físico da Argentina.

O Relevo da Argentina é formado por planícies banhadas pelos rio Paraná a leste e fortes elevações na cordilheira dos Andes a oeste.
O território da Argentina estende-se longitudinalmente entre a cordilheira dos Andes e o oceano Atlântico. Caracteriza-se pela variedade de paisagens físicas resultantes da transição entre as zonas montanhosas do oeste e as planícies do leste.
A cordilheira dos Andes provém de movimentos orogênicos (fenômenos que determinam a formação de montanhas) do plioceno, no período quaternário. Avança pela Argentina com montanhas elevadas, que sustentam um vasto planalto semidesértico e cheio de depressões salinas, denominado Puna de Atacama, a três mil metros acima do nível do mar. Situam-se nessa região setentrional importantes maciços vulcânicos, entre os quais se destaca o Llullaillaco, com 6.723m, um dos cumes mais altos do continente. Na direção leste, encontra-se a cordilheira Oriental, conjunto de serras elevadas, com neve eterna em seus picos mais altos, e em seguida situam-se as serras subandinas, que confinam com a província do Chaco.
Entre os Andes centrais, a oeste, e as serras de Córdoba e San Luis, a leste, abre-se um extenso vale, separado do território chileno pela cordilheira Principal, onde se encontram as maiores elevações, inclusive o ponto culminante de toda a América, o Aconcágua (6.959m), bem como os picos Mercedario (6.770m) e Tupungato (6.550m). Do paralelo 36°C em diante, na direção do sul, os Andes se estreitam e perdem altura. Seu prolongamento na Patagônia apresenta raras elevações acima de 3.500m, como a do monte Mellizo, junto à Laguna Grande.
A leste dos Andes e ao norte da Patagônia, estende-se uma vasta planície de características variadas. Ao longo das bacias do Paraná e Paraguai, localiza-se o Chaco, região subtropical e arenosa, ligeiramente inclinada para sudeste. Em alguns pontos do nordeste (Misiones), afloram rochas arenitícas e basálticas pertencentes ao escudo pré-cambriano brasileiro. O resto da região se acha coberto por sedimentos de diversas épocas, como o loess (depósitos quaternários de origem glacial), rico em calcário. A leste do Chaco, entre os rios Paraná e Uruguai, localiza-se a planície da Mesopotâmia argentina, que não apresenta unidade morfológica nem geológica. O principal elemento de seu relevo é a meseta Misionera, na província de Misiones e nordeste de Corrientes.
Entre o sopé dos Andes e o oceano Atlântico, ao sul do rio Salado e ao norte do Colorado, situa-se o Pampa, em todos os aspectos a paisagem mais representativa da Argentina. A vasta planície pampeana caracteriza-se pela horizontalidade. Compreende em sua composição sedimentar diversas eras geológicas. Seus solos são muito ricos (loess e limos muito espessos). Embora bastante homogêneo em sua topografia, o Pampa apresenta áreas mais onduladas, ganha altura nas serras do Tandill e Ventana e, no vale do rio Salado, mergulha em depressão tectônica. Abaixo do rio Negro e do golfo de San Matías, entrando na Patagônia, já não se pode falar de planície, mas de mesetas em que se sobrepõem sedimentos secundários e terciários que foram igualados no fim da era glacial.